# 雌马酚
雌马酚（英語：Equol，化学名4',7-异黄烷二醇）是一种異黃酮類化合物，也是大豆苷元具有雌激素活性的代谢产物。